# María Ignacia Rodríguez de Velasco
María Ignacia Rodríguez de Velasco de Osorio Barba y Bello Pereyra, (Ciudad de México, 20 de noviembre de 1778-Ciudad de México, 1 de noviembre de 1850), conocida como la Güera Rodríguez. Fue hija de criollos, figuró en la sociedad colonial mexicana por brindar su apoyo a la Independencia de México , fue una destacada figura de la sociedad novohispana y activista por la Independencia de México. Reconocida por su inteligencia y fuerte carácter, se convirtió en una de las heroínas menos conocidas de la independencia mexicana, principalmente por romper con los estereotipos de la mujer de su época. 
Lamentablemente, algunos escritores como Artemio de Valle Arizpe y Romeo Hernández Mendoza, entre otros, hacen énfasis en sus biografías a sus amoríos y amistad con personajes muy conocidos en la historia. Al poseer una belleza incomparable, se piensa que el famoso artista Manuel Tolsá esculpió la Virgen de La Profesa, inspirándose en ella, siendo la única pintura realizada de su rostro. 
Debido a su cercanía con el mundo de los hombres, la Güera Rodríguez terminó por ser estigmatizada como una mujer frívola que sedujo a insurgentes, virreyes y otros personajes históricos. Ejemplo de ello, es que fue considerada como un personaje emblemático de la Independencia, por mantener una relación amorosa con Agustín de Iturbide[cita requerida] futuro emperador de México e impulsarlo a que llevara a cabo, y completara, la «libertad mexicana». Así mismo, mantuvo una relación con el libertador Simón Bolívar y con el explorador y naturalista alemán Alexander Von Humboldt.

## Biografía
Nació en el seno de una familia criolla prominente, hija de Antonio Rodríguez de Velasco (1747-1810), Regidor perpetuo de la Ciudad de México, y María Ignacia Osorio Barba y Bello Pereyra (1751-1818), descendiente de la Casa de los Marqueses de Mortara y del Ducado de Ciudad Real. Tuvo dos hermanas: María Josefa Rodríguez de Velasco (1779-1839), quien se casó con el V Marqués de Uluapa, y María Vicenta Rodríguez de Velasco (1783-1845), propietaria de minas en Tlalpujahua.
Falleció en la Ciudad de México el 1 de noviembre de 1850. Artemio de Valle Arizpe escribió una biografía novelada de su vida, La Güera Rodríguez (1949). La actriz mexicana Fanny Cano la representó en el cine en 1978, en una película también llamada La güera Rodríguez, dirigida por Felipe Cazals. Por la conmemoración del Bicentenario de la Independencia de México en 2010, también se realizó la obra teatral La Güera Rodríguez en el teatro Helénico de la Ciudad de México. 

## Importancia histórica
El escritor Guillermo Barba, en su esfuerzo por reivindicar su figura como una de las primeras feministas de México, señala: "La Güera fue libre de cuerpo, pero también de mente. Tuvo dos estigmas: el primero, conseguir su propia libertad como mujer, y el segundo, la libertad de su patria. Ambas las consiguió a pesar de que tenía familia y de haber puesto en riesgo su riqueza". Sus inclinaciones políticas fueron moldeadas desde temprana edad, ya que las actividades y actitudes políticas de su padre, quien como regidor experimentó las tensiones entre criollos y peninsulares dentro del Ayuntamiento, la predispusieron a apoyar a los independentistas. 
Su vida representa un ejemplo de una mujer que desafió las convenciones sociales de su época, contribuyendo tanto a la causa independentista como a la redefinición del papel de la mujer en la sociedad novohispana.
La participación de María Ignacia en la independencia fue el apoyo a la causa insurgente con recursos económicos y sus conexiones sociales, lo que le valió ser acusada de herejía ante el tribunal de la Santa Inquisición el 22 de marzo de 1811. Sin embargo, su postura fue compleja: en ese mismo año escribió una carta donde se refería a los rebeldes como "los enemigos" y mencionaba haber pedido tropas al Virrey para atacarlos. Tras defender exitosamente su caso, fue brevemente exiliada a Querétaro por orden del Virrey Francisco Javier de Lizana y Beaumont. De hecho, en 1810 tuvo que implorar al arzobispo que le levantara el destierro.
Su influencia política se manifestó principalmente a través de su relación con Agustín de Iturbide, futuro emperador de México. Esta relación pudo haber comenzado por intereses económicos, ya que Iturbide posiblemente buscaba acceder a sus recursos, aunque posteriormente podría haberse transformado en una relación amorosa. Su acceso a documentos confidenciales, como la carta de Fernando VII al virrey Apodaca en 1820, fue crucial para el desarrollo del Plan de Iguala.Según fuentes históricas, fue María Ignacia quien sugirió a Iturbide como el líder ideal para negociar con los insurgentes.Un hecho significativo fue que su hacienda La Patera sirvió como sede de una importante reunión entre Iturbide, Novella y O'Donojú para negociar los últimos detalles de la Independencia en septiembre de 1821.
Es importante señalar que, según historiadores contemporáneos como Silvia Arrom, muchos de los relatos sobre su papel en la Independencia podrían ser más parte de una leyenda construida posteriormente que hechos históricos comprobables. Su figura ha sido frecuentemente mitificada y sexualizada en los relatos históricos, poniendo más énfasis en su belleza y sus supuestas relaciones con hombres poderosos que en su verdadero papel político.

## Legado Cultural
La figura de María Ignacia ha trascendido en la cultura mexicana de diversas formas:
- Se cree que el artista Manuel Tolsá se inspiró en ella para esculpir la Virgen de La Profesa, siendo esta la única representación conocida de su rostro.[3]
- Su vida ha sido objeto de diversas obras artísticas:
  - Una biografía novelada escrita por Artemio de Valle Arizpe (1949)
  - La película "La güera Rodríguez" (1978), protagonizada por Fanny Cano
  - Una obra teatral presentada en 2010 en el teatro Helénico, interpretada por Chantal Andere
  - Una biografía documentada por Silvia Marina Arrom (2020)

## Vida personal

### Primer matrimonio
El 7 de septiembre de 1794, a los 15 años, contrajo matrimonio con el militar José Jerónimo López de Peralta de Villar y Villamil. De esta unión nacieron cuatro hijos:
- Jerónimo Villar Villamil Rodríguez (1798-1861)
- María Josefa Villar Villamil Rodríguez (1795-1828), quien se casó con el III Conde de Regla
- María Antonia Villar Villamil Rodríguez (1797-1864), quien se casó con el V Marqués de San Miguel de Aguayo
- María de la Paz Villar Villamil Rodríguez (1804-1828), quien se casó con el II Marqués de Guadalupe Gallardo
Este matrimonio terminó en 1802 cuando María Ignacia denunció a su esposo por intento de asesinato, acusándolo de golpearla y realizar un disparo fallido contra ella. En respuesta, López de Peralta la acusó de adulterio con tres sacerdotes, incluyendo a José Mariano Beristáin, aunque no pudo probar estas acusaciones.

#### Matrimonios posteriores
Contrajo segundas nupcias con Juan Ignacio Briones Fernández (1753-1807) el 10 de febrero de 1807, quien falleció meses después. De este matrimonio tuvo una hija, Victoria Briones Rodríguez (1808-1809), y heredó una considerable fortuna. Su tercer y último matrimonio fue con el chileno Juan Manuel de Elizalde y Marticorena (1791-1870) el 5 de septiembre de 1825, quien tras la muerte de María Ignacia se dedicó al sacerdocio.
Falleció en la Ciudad de México el 1 de noviembre de 1850. Artemio de Valle Arizpe escribió una biografía novelada de su vida, La Güera Rodríguez (1949). La actriz mexicana Fanny Cano la representó en el cine en 1978, en una película también llamada La güera Rodríguez, dirigida por Felipe Cazals. Por la conmemoración del Bicentenario de la Independencia de México en 2010, a cargo del actor y director Jorge Ortiz de Pinedo se realizó la obra teatral La Güera Rodríguez en el teatro Helénico de la Ciudad de México, representada por la actriz Chantal Andere. En 2020, Silvia Marina Arrom escribió una biografía documentada de su vida, La Güera Rodríguez, Mito y Mujer.

### Personalidad
María Ignacia estuvo llena de elogios por parte de algunos escritores como es el caso de Artemio de Valle Arizpe, quien la calificó como una «mujer extraordinaria por su buen parecer, su claro talento de fácil minerva, su gran riqueza y, además, su esplendoroso lujo». Montserrat Galí i Boadella calificaba su personalidad como la «prototipo»; la de una mujer «ilustrada y libertina». Sin embargo, también aclaraba que era algo contradictoria; ya que «se valía por sí misma, buscaba la felicidad y practicaba costumbres que le proporcionaban cortejos y amantes». Todo lo anterior era característico de una dama de aquella época.